# Кир-Байлар
Кир-Байла́р (крим. Qır Baylar, з 1948 по 2023 рік — Ле́нінське) — село Курманського району Автономної Республіки Крим.
Відстань від райцентру до населеного пункта становить 31 кілометрів по прямій.
У 2015 році село було внесено до переліку населених пунктів, які потрібно перейменувати згідно із законом «Про засудження комуністичного та націонал-соціалістичного (нацистського) тоталітарних режимів в Україні та заборону пропаганди їхньої символіки».
12 травня 2016 року постановою Верховної Ради України № 1352-VIII село перейменоване відповідно до вимог закону «Про засудження комуністичного та націонал-соціалістичного (нацистського) тоталітарних режимів в Україні та заборону пропаганди їхньої символіки». Постанова набрала чинности у 2023 році.